# Ronan Chambord
Pour les articles homonymes, voir Chambord.
Pas d'image ? Cliquez ici

a Compétitions nationales et continentales officielles uniquement.

Dernière mise à jour le 7 juin 2021.
Ronan Chambord, né le 11 avril 1994, est un joueur français de rugby à XV évoluant au poste de talonneur.

## Carrière
Après avoir débuté le rugby à l'école de rugby d'Eysines, Ronan Chambord rejoint le CABBG en benjamins. Il franchit toutes les catégories jusqu'à l'équipe première, avec laquelle il fait ses débuts en novembre 2015 contre Pau en Top 14 alors qu'il n'a encore qu'un contrat espoirs. Il fait ses débuts en Coupe d'Europe contre les Ospreys deux semaines plus tard et connaît sa première titularisation en août 2016 en ouverture du Top 14 contre le Racing.
En octobre 2016, il est prêté par l’UBB à Biarritz pour remplacer Romain Ruffenach parti rejoindre Montpellier. Il prolonge son contrat au BO jusqu’en 2019 quelques mois plus tard. 
Non conservé par le BO, il signe au Stade langonnais pour la saison 2019-2020 avec le statut amateur et la possibilité de signer pour un club pro. Avant la reprise du championnat, il est recruté en tant que joker Coupe du monde par Montpellier jusqu'au 15 novembre 2019. Il ne joue qu'un seul match avec le club héraultais avant de se blesser à l'entraînement. De retour à Langon, il se blesse aux cervicales lors de sa première apparition. Il rejoint cependant Colomiers, club de Pro D2, le 12 décembre 2019.
À l'issue de la saison 2020/2021, il retourne au Stade langonnais.

## Palmarès

### En club
- Champion de France espoirs en 2016